# 아베노마스크

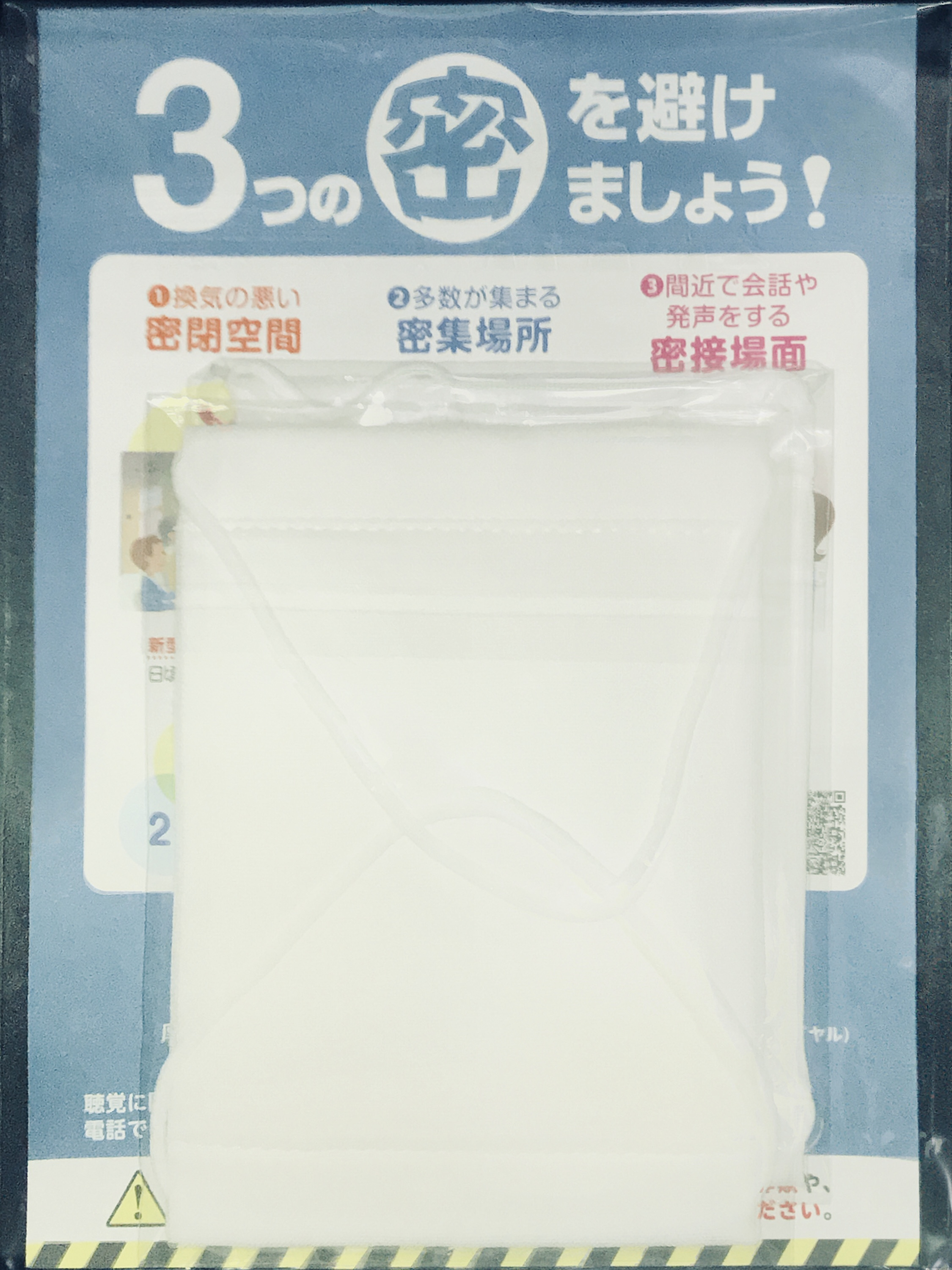
아베노마스크로 배포된 마스크의 모습.

아베노마스크(일본어: アベノマスク) 또는 아베 마스크(아베가 배포한 마스크)는 일본의 코로나바이러스감염증-19 범유행으로 인한 2020년 4월에 일본에서 실시된 긴급 대책이다. 또한 일본 정부에서 일본에 사는 모든 가정에게 거즈로 만들어진 마스크를 2장씩 배포하였다. 아베노마스크는 그 마스크들에 대한 속칭이기도 하며 그 명칭은 일본의 총리인 아베 신조에 유래했다. 
이 명칭은 일본 국내 뿐만이 아니라 Abenomask으로 일본 국외에서도 널리 알리게 되었다.
아베노마스크는 아베를 풍자할 때 사용하기도 한다.

## 대책 내용

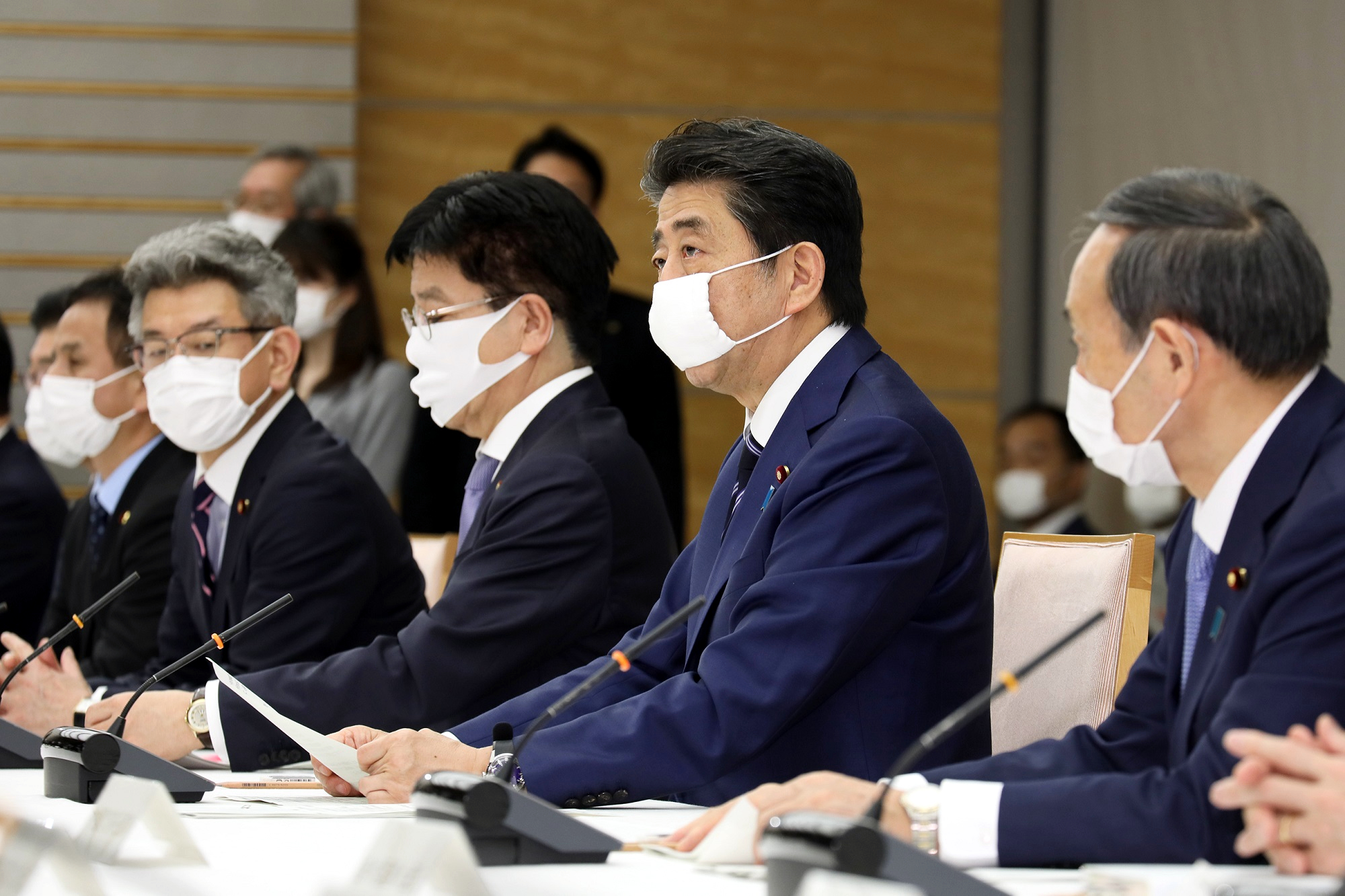
신형 코로나바이러스 감염증 대책 본부 회의에서 일본에 사는 모든 가정에게 마스크 2장을 배포함을 밝힌 아베 신조

2020년에 코로나19 범유행으로 마스크가 세계적으로 사라졌고 일본에서도 마스크 구입하기가 어려워졌다. 그래서 일본 정부는 거즈로 만들어진 마스크를 각 가정에게 2장씩 배포하기로 하였다. 이 마스크의 배포 수단으로는 보낼 주소나 이름을 쓰지 않아도 배달이 가능한 "타운플러스(일본어: タウンプラス 타운푸라스[*])" 라고 하는, 일본우정에서 실시하는 배달 시스템을 사용하는 것이 결정되었으며 4월 17일부터 배달이 개시되었다. 이 마스크 구입 비용은 1장당 260엔(약 2,600원)정도이고 일본에 사는 모든 가정에게 배포하려면 466억엔(약 4,660억원)이 필요해진다는 전망이라고 한다.그리고 일본 전국에 있는 의료기관에는 외과용 마스크를, 양로원이나 장애인 거주 시설, 소학교, 중학교에는 우선으로 배포하기로 하였다.
그러나 겨우 마스크 2장의 배포로 많은 비용이 필요함에 대한 비판도 있었으며 배포된 마스크도 '마스크가 작아서 이야기만 하면 벗겨진다' '귀가 비벼져서 아프다' 등 사용하기 불편하다는 의견도 나왔다. 아베 정권의 경제 대책인 아베노믹스에 비해서 아베노마스크라고 불리게 되고 이 명칭은 일본 국외 언론도 다뤘다.
후쿠시마 미즈호가 물었던 질문에 대답한 후생노동성에 따르면, '고와'(ja), 이토추 상사, '마츠오카 공사'(ja)에 마스크 제작을 주문했고 계약 금액은 '고와'에는 약 54.8억엔(약 548억원), 이토추 상사에는 약 28.5억엔(약 285억원), '마츠오카 공사'에는 약 7.6억엔(약 76억원)이라고 한다
4월 17일에 열린 기자회견에서 아베 신조 총리는 '국민의 강한 요구에 따라 마스크를 2장씩 배포하기로 했다'고 밝혔다.

## 모습

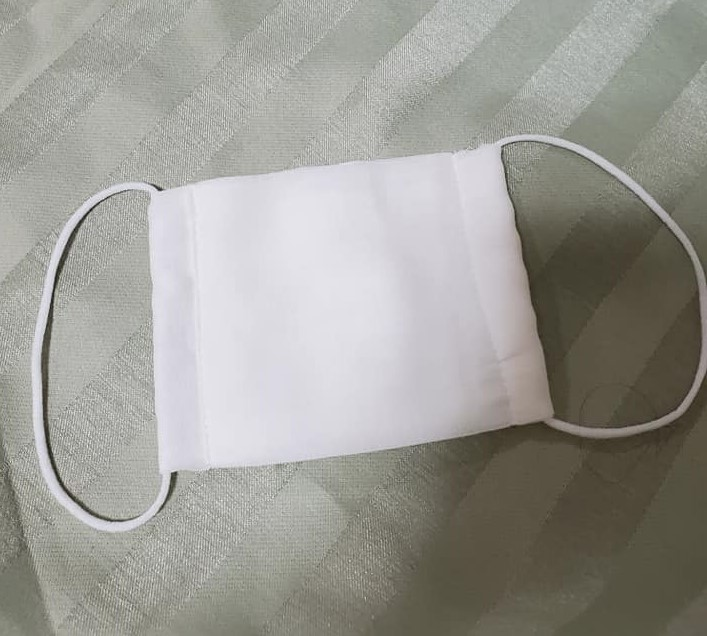
개봉된 아베노마스크 모습

마스크는 세로에는 9.5 cm, 가로에는 13.5 cm 거즈제이고 입체형 마스크는 귀걸이 끈에 신축성이 없으므로 입이나 코를 그 마스크로 덮지 못하는 사람도 있다. 신축성이 없는 마스크를 개조할 방법도 소개되었다.
거즈제 마스크 크기에 대하여 후생노동성은 布マスクの全戸配布に関するQ&A(거즈제 마스크를 모든 가정에게 배포함에 관한 잦은 질문과 대답) 보관됨 2020-04-24 - 웨이백 머신 라는 문서를 작성하였으며 '작성된 마스크는 어른 사람에 맞취서 만든건지'라는 질문에 '배포되는 거즈제 마스크는 세로에는 9.5 cm, 가로에는 13.5 cm 크기이며 일반 가게에서 판매되는 마스크와 같다' '입이나 코를 덮기에 문제는 없다고 생각한다'라고 대답하였다.

## 문제점
후생노동성은 4월 14일부터 임산부에게 우선 배포된 마스크에 곰팡이가 피거나 머리카락 등 이물이 섞이거나 한다는 신고가 잇따르고 있으며 21일 시점에는 불량품 신고가 7,870건에 달했다고 밝혔다. 이에 따라 후생노동성은 마스크를 임산부에게 배포함을 중단하였다. 그리고 소학교나 중학교 등에 배포된 마스크에 벌레가 있었다는 신고도 있어 그 배포도 중단되었다.
이 불량품 문제에 대하여 스가 요시히데 관방장관은 '마스크를 배포하기 전에 (불량품은) 정확히 제외되고 있다'는 입장을 밝혔다.
이외에도 입과 코만을 겨우 가리는 지나치게 작은 크기, 부족한 바이러스 차단 능력 등의 문제점으로 인해 철저히 외면받았으며, 결국 2021년 12월, 기시다 총리는 재고로 남은 7,100만개의 마스크를 전량 폐기하기로 했다.
일본 정부는 이 마스크 보관에만 6억 엔이 넘게 들었으며 폐기에 추가로 6천만 엔이 넘는 비용이 더 들어갈 것으로 예상되는 상황이다.

## 같이 보기
- 일본의 코로나19 범유행
- 제4차 아베 신조 내각
- 일본 후생노동성